# Joaquín Vaamonde Cornide
Joaquín Vaamonde Cornide (La Coruña, 27 de enero de 1872-Sada, 18 de agosto de 1900) fue un pintor español enmarcado en la Generación Doliente.

## Trayectoria
Se inició en el mundo de la pintura de mano del pintor compostelano Modesto Brocos, y rápidamente salió de su ciudad natal para viajar a América. De regreso a los veintidós años de edad, se había convertido en un artista con estilo propio. A finales del siglo XIX había sido capaz de hacerse un nombre en Madrid, gracias en parte a la influencia de la escritora Emilia Pardo Bazán, en ese momento sobresaliente en la literatura española como escritora y figura pública. Su implicación fue tal que la escritora lo convirtió en el protagonista de La Quimera (1905), donde fue retratado como un joven pintor talentoso que destacaba en su obra el retrato de la burguesía, pretendiendo ser como los grandes maestros que se observan en el Museo del Prado. Falleció de tuberculosis a los veintiocho años de edad.
Sus obras, principalmente realizadas al pastel y centradas en el retrato, pueden apreciarse en el Museo de Bellas Artes de La Coruña, destacando entre otros, el retrato en pastel de Pardo Bazán y otro de Ramón Pérez Costales (promotor de la Real Academia Gallega junto a Pardo Bazán); en el Museo de Pontevedra hay obra suya, por ejemplo, en sala: el Retrato de Pablo Pérez-Seoane y Marín II Conde de Velle, el Retrato de doña Fermina Novoa de Osorio Calvache, el Retrato de Doña Joaquina de Osma y Zavala, Retrato de dama, Retrato de caballero, Retrato de nena, Estudio de personaje, y también hay obras suyas sin exponer.

## Obra
- Retrato de Isidoro Brocos (1894)
- Retrato de niña, pastel sobre papel, 190 cm x 102 cm, firmado, (1895)
- Retrato de Emilia Pardo Bazán (1896)
- Retrato de Ramón Pérez Costales (1897)[2]
- Retrato de la Condesa de Torre de Cela (1897)
- Retrato de doña Concepción de Ligués y Balez, pastel sobre papel, 80 cm x 60 cm, firmado, (1899).

## Galería

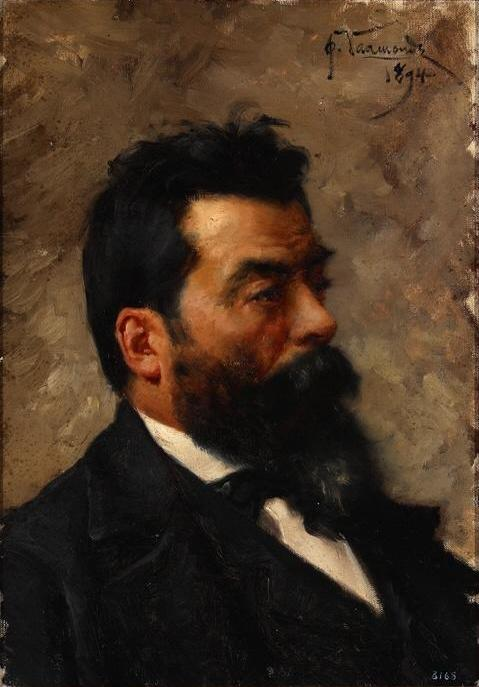
Retrato de Isidoro Brocos, 1894, Museo de Bellas Artes de La Coruña.
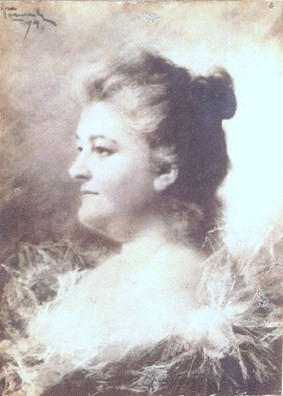
Retrato de Emilia Pardo Bazán, 1894.
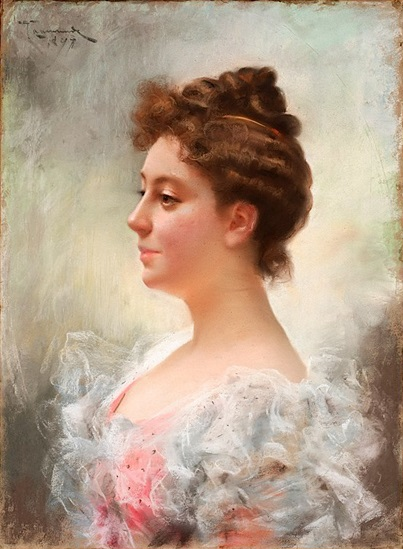
Retrato de la Condesa de Torre de Cela, 1897, Museo de Bellas Artes de La Coruña.
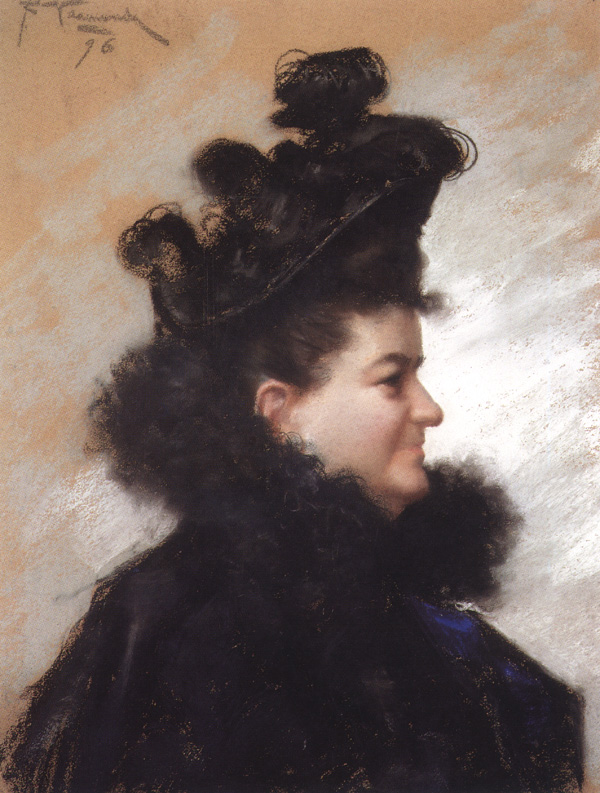
Retrato de Emilia Pardo Bazán, 1896, Museo de Bellas Artes de La Coruña.